# Lilla Hassungaredssjön
Lilla Hassungaredssjön är en sjö i Mölndals kommun i Halland och ingår i Kungsbackaåns huvudavrinningsområde. Sjön är 7,4 meter djup, har en yta på 0,101 kvadratkilometer och är belägen 68,1 meter över havet.

## Delavrinningsområde
Lilla Hassungaredssjön ingår i det delavrinningsområde (638977-128118) som SMHI kallar för Mynnar i Kungsbackaån. Medelhöjden är 74 meter över havet och ytan är 5,66 kvadratkilometer. Det finns inga avrinningsområden uppströms utan avrinningsområdet är högsta punkten. Vattendraget som avvattnar avrinningsområdet har biflödesordning 2, vilket innebär att vattnet flödar genom totalt 2 vattendrag innan det når havet efter 18 kilometer. Avrinningsområdet består mestadels av skog (75 procent) och öppen mark (15 procent). Avrinningsområdet har 0,23 kvadratkilometer vattenytor vilket ger det en sjöprocent på 4 procent.